# Le Vingtième Siècle
Le Vingtième Siècle (literalment en català "El Segle XX") fou un diari belga publicat entre 1895 i 1940. És conegut perquè fou en el seu suplement infantil, Le Petit Vingtième on aparegueren per primer cop Les aventures de Tintín des de 1929.
Fou fundat per Georges Helleputte, Joseph d'Ursel, i Athanase de Broqueville. Es tracta d'un diari amb una línia editorial marcadament conservadora, clerical i, en èpoques, antisemita i feixista.
El diari tancà definitivament el 1940 amb la invasió nazi de Bèlgica.